# Blue Apron
 (juillet 2017).
Blue Apron (NYSE : APRN) est une société américaine spécialisée dans la livraison à domicile de kits à cuisiner (en), colis d'ingrédients frais accompagnés d'une recette à cuisiner à la maison.
Fondée en 2012 par Matt Salzberg, Ilia Papas et Matt Wadiak, la société est basée à New York. La société fait partie des premières startups dites « licorne » dont la valorisation dépasse le milliard de dollars USD.
La société entre en bourse le 29 juin 2017, devenant la première entreprise de ce secteur à être cotée en bourse.

## Principaux actionnaires
Liste au 23 novembre 2019:
| River & Mercantile Asset Management             | 9,56% |
| Tenzing Global Management                       | 8,26% |
| Renaissance Technologies                        | 6,12% |
| Slate Path Capital                              | 4,81% |
| Parian Global Management                        | 4,49% |
| Armistice Capital                               | 4,00% |
| Capital Research & Management (World Investors) | 3,91% |
| JPMorgan Investment Management                  | 3,23% |
| The Vanguard Group                              | 2,85% |
| Pendal Group (Investment Management)            | 2,62% |